# عروسک (فیلم ۱۹۱۹)
عروسک (آلمانی: Die Puppe) فیلمی در ژانر کمدی رمانتیک به کارگردانی ارنست لوبیچ است که در سال ۱۹۱۹ منتشر شد.